# خانقاه پیرمرتضی
خانقاه پیرمرتضی مربوط به دوره تیموریان در مرحله فهره اردستان واقع شده است. این بنا در تاریخ ۳۰ تیر ۱۳۸۴ با شمارهٔ ثبت ۱۲۱۱۹ به‌عنوان یکی از آثار ملی ایران به ثبت رسیده است.